# Cacoecimorpha pronubana
Cacoecimorpha pronubana är en fjärilsart som beskrevs av Jacob Hübner 1800. Cacoecimorpha pronubana ingår i släktet Cacoecimorpha och familjen vecklare. Inga underarter finns listade i Catalogue of Life.

## Bildgalleri

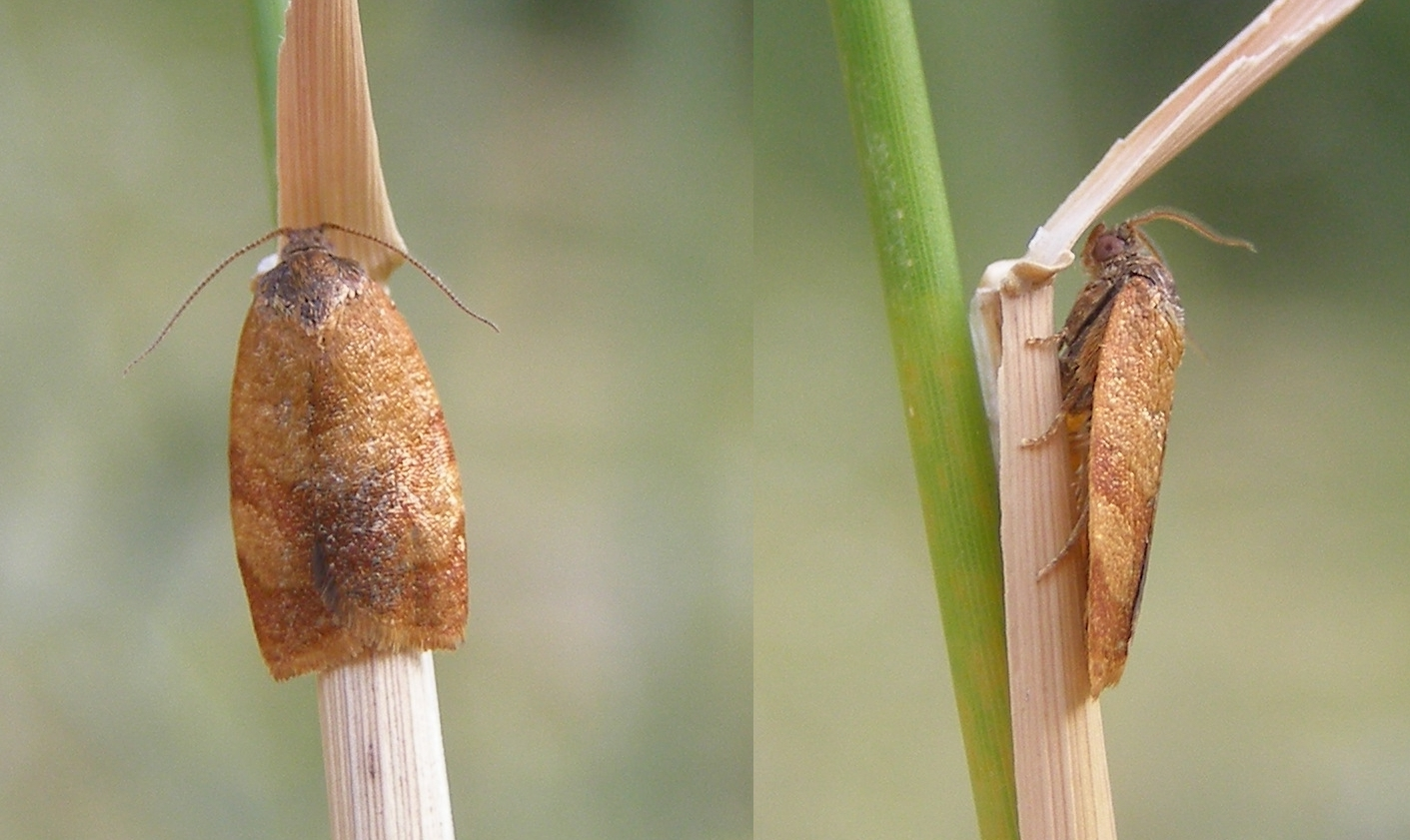